# Lantau
Lantau (chiń. upr. 大屿山; chiń. trad. 大嶼山; pinyin Dàyǔshān; jyutping daai6 jyu4 saan1) – największa wyspa w Hongkongu zlokalizowana u ujścia Rzeki Perłowej. Wyspa położona jest w dzielnicy Islands z wyjątkiem północnej części, która należy do dzielnicy Tsuen Wan. Powierzchnia wyspy wynosi 147,16 km². 
Wyspa została przekazana Brytyjczykom w 1898 roku, wraz z innymi wyspami oraz Nowymi Terytoriami.
Część wyspy, która pierwotnie była wioską rybacką, w ostatnich latach zmieniła charakter dzięki realizacji kilku znaczących projektów, takich jak Port lotniczy Hongkong oraz kompleks Hong Kong Disneyland Resort.
Najwyższy szczyt wyspy nosi nazwę taką samą, jak wyspa – Lantau. Jego wysokość wynosi 934 m i jest drugim co do wysokości szczytem w Hongkongu. 
Na wyspie znajduje się klasztor Po Lin z posągiem Buddy Tian Tian.